# Schizonycha wellmani
Schizonycha wellmani är en skalbaggsart som beskrevs av Moser 1918. Schizonycha wellmani ingår i släktet Schizonycha och familjen Melolonthidae. Inga underarter finns listade i Catalogue of Life.